# Exocentrus melli
Exocentrus melli är en skalbaggsart som beskrevs av Stefan von Breuning 1961. Exocentrus melli ingår i släktet Exocentrus och familjen långhorningar. Inga underarter finns listade i Catalogue of Life.